# Rantasaari (ö i Södra Savolax, Nyslott, lat 61,72, long 28,52)
Rantasaari är en ö i Finland. Den ligger i sjön Pihlajavesi och i kommunen Sulkava i den ekonomiska regionen  Nyslotts ekonomiska region  och landskapet Södra Savolax, i den sydöstra delen av landet, 260 km nordost om huvudstaden Helsingfors. Öns area är 9,4 hektar och dess största längd är 0,6 kilometer i nord-sydlig riktning.